# Jim Murray
Jim Murray (30. května 1942 – 1. března 2013) byl americký kytarista a hráč na foukací harmoniku. Nejvíce se proslavil jako člen rockové skupiny Quicksilver Messenger Service v letech 1965 až 1967. Zemřel v roce 2013 ve věku sedmdesáti let.